# Olga Knoblochová
Olga Knoblochová (26. dubna 1933 Prostějov – 24. prosince 2023 Jindřichův Hradec) byla česká kosmetička, první česká vizážistka, vizionářka a jedna ze zakladatelek kosmetické značky Dermacol.

## Život

### Rodinný původ, studia a začátky

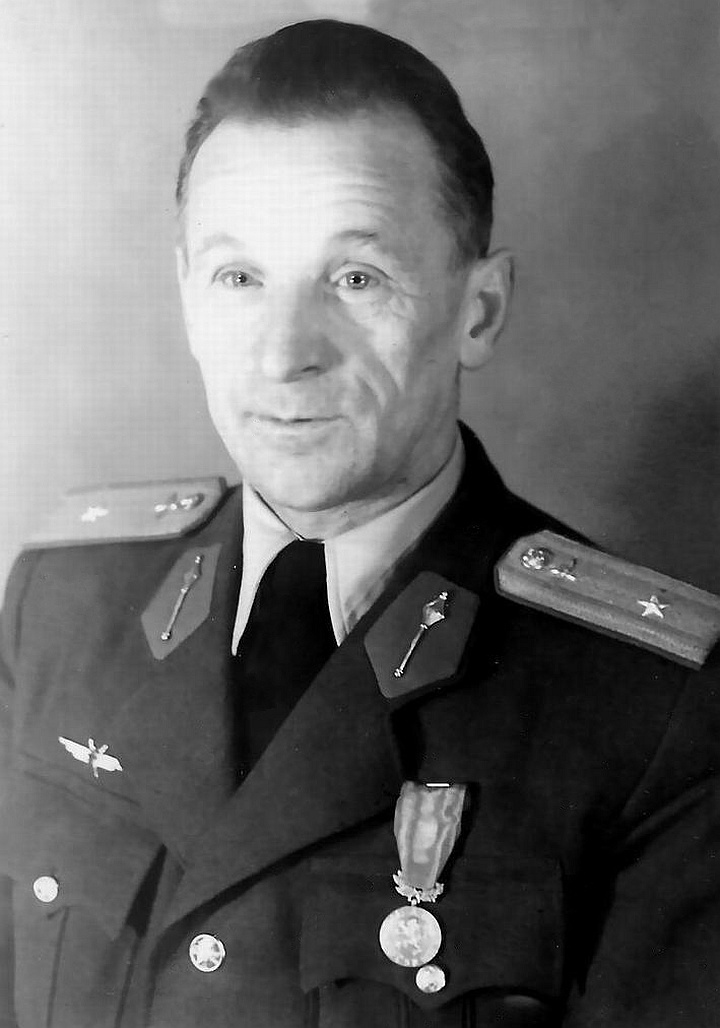
Její otec Jaroslav Kamarýt v hodnosti majora čs. armády

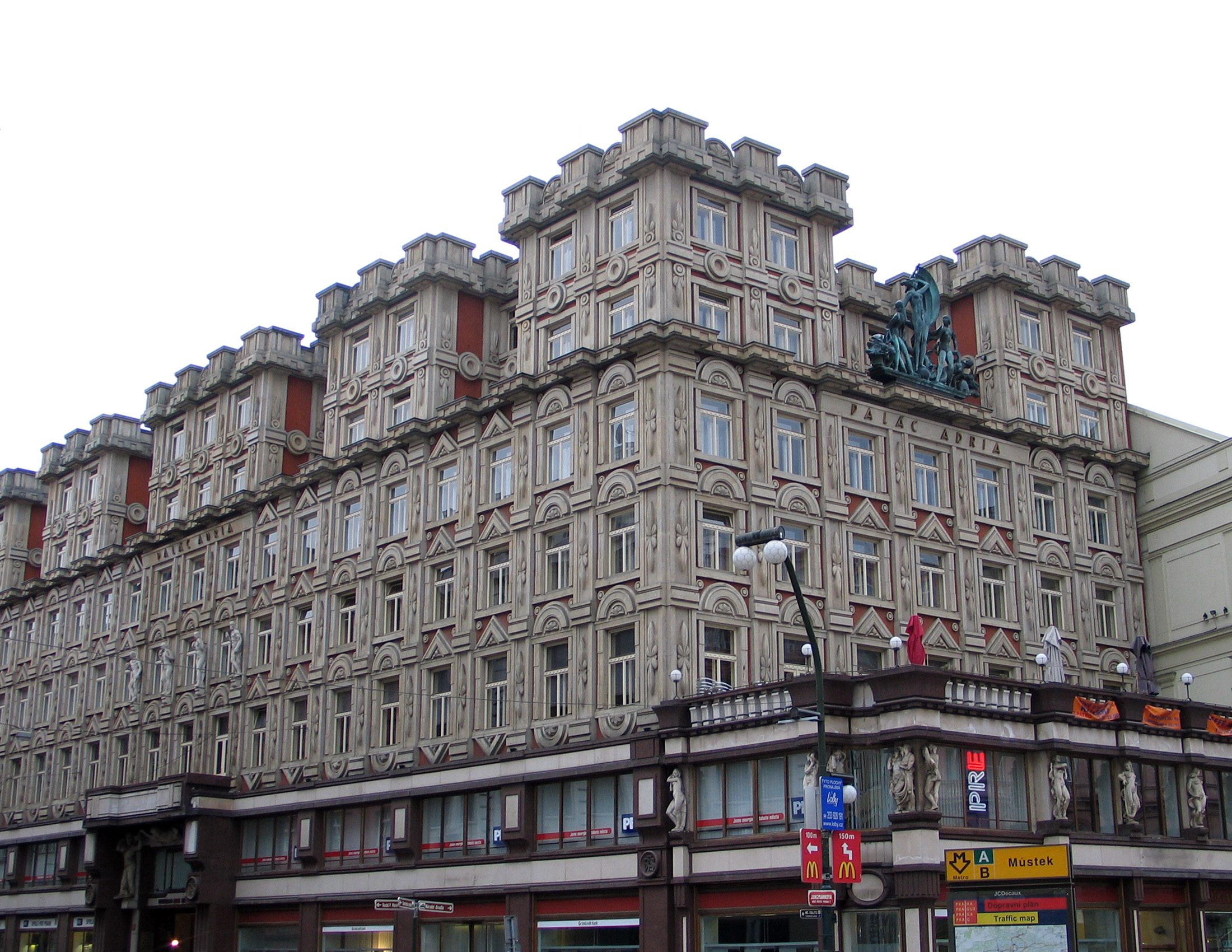
Palác Adria, kde mezi léty 1959 až 1996 sídlil Ústav lékařské kosmetiky

Logo firmy Dermacol

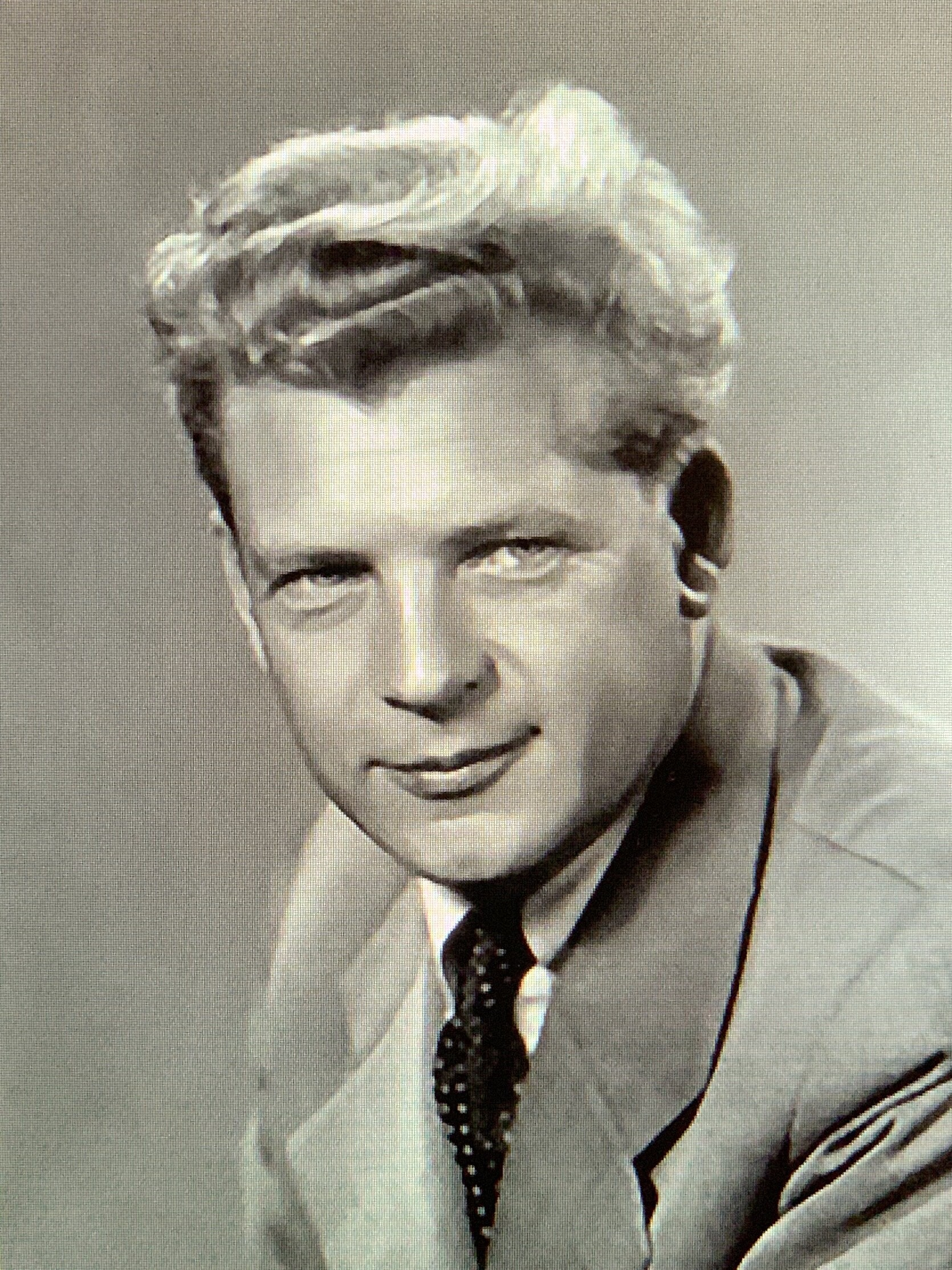
Přítel a partner Olgy Knoblochové – cestovatel Jiří Hanzelka

Olga Knoblochová se narodila 26. dubna 1933 v Prostějově do rodiny Jaroslava Kamarýta a jeho manželky Olgy. Její otec Jaroslav Kamarýt byl český akrobatický pilot a podplukovník československého letectva. Olga se v dětství věnovala hře na klavír, v mládí pak sportovala (krasobruslení, tenis, atletika). Po absolvování Vyšší školy sociálně zdravotní v Českých Budějovicích pracovala krátký čas v Československé spořitelně. Následně pak byla zaměstnána v prodejně Dílo Československého svazu výtvarných umělců. Z této pozice ale nakonec odešla do Prahy, kde zahájila svoji činnost v oboru kosmetiky.

### Ústav lékařské kosmetiky
V roce 1958 přijala Knoblochová nabídku MUDr. Květeny Čermákové hledající nové spolupracovníky pro právě zakládaný Ústav lékařské kosmetiky (ÚLK) sídlící v paláci Adria v pražské Jungmannově ulici. 
Knoblochová přišla s myšlenkou unikátního silného krycího make-upu s 50procentním podílem pigmentů, který sama v šedesátých letech 20. století pomáhala uvádět na trh. Produkt vyvíjela a vyráběla až do devadesátých let 20. století barrandovská filmová studia. Licenci na „make-up Olgy Knoblochové“ používaný v lékařské kosmetice a filmovém průmyslu (barrandovská filmová studia) si v roce 1968 zakoupil americký Hollywood.

### Dermacol
V roce 1966, kdy vedla kosmetické oddělení Ústavu lékařské kosmetiky, stála Knoblochová rovněž u zrodu české kosmetické značky Dermacol. V Dermacolu pracovala na vývoji produktů, v zahraničí organizovala předváděcí akce a dlouhodobě se podílela v cizině na prosazení značky Dermacol a jejích produktů. Její přezdívka „Lady Dermacol“ má původ v zahraničí, kdy o ní takto „familiárně“ (důvěrně) hovořili obchodní partneři. Nakonec se jí tak začalo říkat i v její vlasti. 

### Po listopadu 1989
Po sametové revoluci odešla v roce 1990 do penze a začala sama podnikat. Otevřela Institut profesionální kosmetiky, kde jako důchodkyně pracovala a kde se školily (resp. rekvalifikovaly) budoucí kosmetičky. S jejich školením skončila v roce 2018, kdy jí bylo 85 let. Současně Knoblochová stála u zrodu Unie kosmetiček,  kde dvacet let vykonávala funkci prezidentky.
Olga Knoblochová byla dvakrát vdaná, narodily se jí tři děti a byla babičkou několika vnoučat. Napsala řadu odborných článků a podílela se – v některých případech spoluautorsky – na několika odborných knihách a učebnicích o kosmetice.

## Publikační činnost
- MATĚJKOVÁ, Ljuba a KNOBLOCHOVÁ, Olga. První taneční. 1. vydání Praha: SZdN, 1969; 92 stran.
- KNOBLOCHOVÁ, Olga. Péče o pleť v dospívání. Praha: Ústav zdravotní výchovy, 1971; 1 složený list.
- KNOBLOCHOVÁ, Olga. Péče o pleť v dospívání. 2. vydání Praha: Ústav zdravotní výchovy, 1976; 4 strany
- KNOBLOCHOVÁ, Olga. Péče o pleť v dospívání. 3. vydání. Praha: Ústav zdravotní výchovy, 1984; 4 strany.
- ROZSÍVALOVÁ, Věra a KNOBLOCHOVÁ, Olga. Tajemství půvabu: poučení o tom, jak správně pečovat o svůj vzhled. Praha: Avicenum, 1987; 156 stran
- KNOBLOCHOVÁ, Olga. Péče o pleť s Olgou Knoblochovou. Vydání 1. Praha: Scientia medica, 1992; 69 stran, 8 stran barevných obrazových příloh; ISBN 80-85526-10-7.
- KNOBLOCHOVÁ, Olga a HANČLOVÁ, Isabella. Krása a čas: péče o pleť od kolébky do pozdního věku. Vydání 1. Plzeň: Nava, 1997; 109 stran; Styl. ISBN 80-85254-90-5.
- ROZSÍVALOVÁ, Věra a KNOBLOCHOVÁ, Olga. Kosmetika II: pro 2. ročník oboru Kosmetička. Vydání 1. Praha: Informatorium, 2001; 149 stran, [8] stran barevných obrazových příloh; ISBN 80-86073-72-6.
- KNOBLOCHOVÁ, Olga, HANČLOVÁ, Isabella a KLENOT, Alena. Krása na dosah. Vydání 1. Plzeň: Nava, 2004 74 stran; Knihovnička Lindy; svazek 2. ISBN 80-7211-168-X.
- ROZSÍVALOVÁ, Věra a kolektiv. Kosmetika: pro studijní obor Kosmetička. 2. aktualizované vydání Praha: Informatorium, 2010-2011. 3 svazky; ISBN 978-80-7333-080-4.
- ROZSÍVALOVÁ, Věra, KNOBLOCHOVÁ, Olga a MACHÁČKOVÁ, Kateřina. Kosmetika II pro studijní obor Kosmetička. 2., aktualizované vydání Praha: Informatorium, 2011; 143 stran, + 8 stran obrazových příloh; ISBN 978-80-7333-083-5.